# Vejte

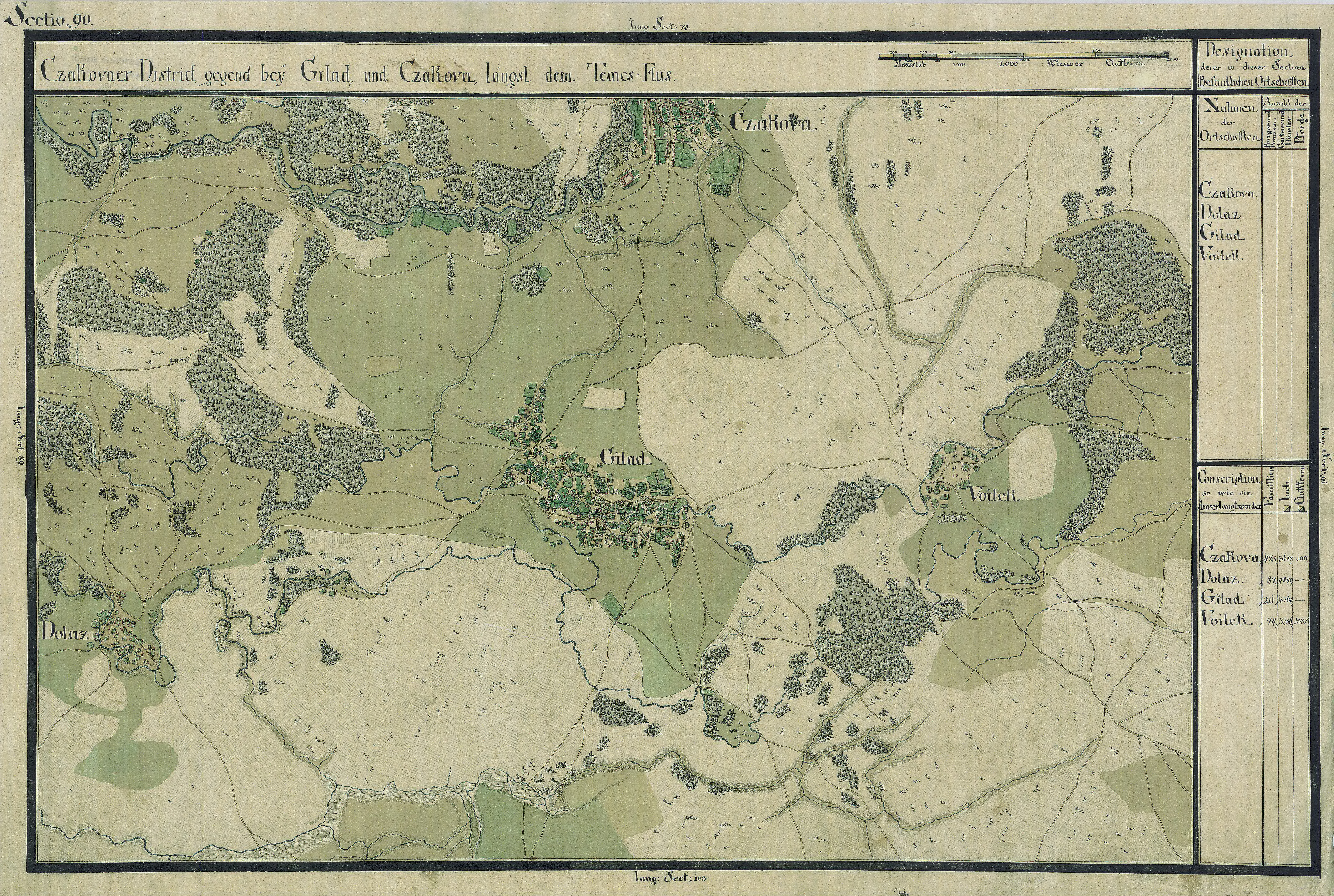
Vejte egy régi térképen

Vejte (románul Voiteg, németül Wojteg) település Romániában, a Bánságban, Temes megyében.

## Fekvése
Temesvártól délre, Széphely és Detta közt fekvő település.

## Története
A faluól nyugatra 3 kilométerre bronzkori temetkezési hely és település és 10. századi temetkezési hely, 6 kilométerre 12–14. századi település maradványait tárták fel. A régészeti lelőhelyek a romániai műemlékek jegyzékében ezek a régészeti lelőhelyek a TM-I-s-B-06092 illetve TM-I-s-B-06091 sorszámon szerepelnek.
Vejte Árpád-kori település. Nevét már 1199-ben említették a Csanád nemzetségbeli Vejteh királyi udvarispán nevében. A település a Csanád nemzetségből származó Vejtehiek törzsbirtoka volt. 1256-ban Theodor fia Weyteh nevében, 1322-ben Weyteh, 1370-ben Veyceh, 1410-ben Weytheh, 1425-ben Veyteh néven írták.
1328-ban Vejtei Tivadarnak és fiainak birtoka. 1332-1337 közt neve szerepelt a pápai tizedjegyzékben is, tehát ekkor már egyházas hely volt. 1363-1404-ben a Vejteki Bobál család birtoka. 1410-ben Zsigmond király Majosfi Lőrincnek és Jakabnak adományozta. 1462-ben a berekszói Hagymás család birtoka volt.
A 17. században románok telepedtek le a faluban, ahol még 1717-ben is csak 28 házat számoltak össze. 1830-ban németek kezdtek itt megtelepedni, akik a határbeli kincstári földekből kaptak birtokot. 1841-re 200-an éltek itt, de számuk 1886-ra már meghaladta az ezer főt is. 1910-ben még lakosságából 992 német, 702 román, 154 magyar, 26 egyéb nemzetiségű volt. A második világháború után a németek többségét kitelepítették, a 2002-es népszámlálás adatai szerint már mindössze 61 német nemzetiségű személy lakott a településen.

### Általkerelce
A mai Vejte és Szigetfalu közt feküdt a középkorban Általkerelce is, melyet az oklevelek 1370-ben Vejte szomszédjaként írtak. 1410-ben a települést Zsigmond király Majosi Lőrinc szörényi bánnak és Pálnak adományozta. A falu később elpusztult.

## Közlekedés
A települést érinti a Temesvár–Alsósztamora-Temesmóra-vasútvonal.

## Nevezetességek
- Római katolikus temploma 1902-ben épült.
- Görög keleti ortodox temploma 1907-ben készült el.